# باربارا سوبوتا
باربارا سوبوتا (انگلیسی: Barbara Sobotta; ۴ دسامبر ۱۹۳۶ – ۲۰ نوامبر ۲۰۰۰) دونده، و ورزشکار دو و میدانی اهل لهستان بود.